# Hydraena occidentalis
Hydraena occidentalis är en skalbaggsart som beskrevs av Perkins 1980. Hydraena occidentalis ingår i släktet Hydraena och familjen vattenbrynsbaggar. Inga underarter finns listade i Catalogue of Life.